# あかびら市立病院
あかびら市立病院（あかびらしりつびょういん）は、北海道赤平市に所在する公立病院。

## 診療科
- 内科
- 小児科
- 外科
- 整形外科
- 産婦人科（休診）
- 眼科
- 耳鼻咽喉科
- 皮膚科
- 泌尿器科
- 麻酔科（休診）
- 放射線科
- リハビリテーション科

## 沿革
- 1950年（昭和25年）8月 - 町立赤平病院として開設[1]。
- 1952年（昭和27年）11月 - 結核病棟・感染症病棟を建設[1]。
- 1954年（昭和29年）7月 - 市制施行に伴い、市立赤平病院に改称する[1]。
- 1956年（昭和31年）4月 - 付属准看護婦養成所設置[2]。
- 1958年（昭和33年）
  - 5月 - 市立赤平総合病院に改称する[1]。
  - 11月 - 診療管理棟建設[1]。
- 1965年（昭和40年）4月 - 5階建ての2代目病棟が完成[1]。
- 1972年（昭和47年）8月 - 精神神経科病棟建設[1]。
- 1994年（平成4年）6月 - 診療管理棟改築全面竣工[2]。
- 1999年（平成11年）7月 - 医薬分業制度を導入する[2]。
- 2000年（平成12年）3月 - 付属准看護学院閉校[2]。
- 2005年（平成17年）5月 - 厚生労働省より管理型臨床研修病院に指定される。
- 2008年（平成20年）4月 - 人工透析センター設置[2]。
- 2009年（平成21年）3月 - 財政健全化に向けた病院経営健全化計画を策定[3]。
- 2010年（平成22年） - 病床数を180床から150床に削減[3]。
- 2011年（平成23年） - 病床数を120床（一般・療養各60床）に削減、不良債務を解消[3]。
- 2014年（平成26年）4月 - 現病棟着工[3]。
- 2015年（平成27年）4月 - あかびら市立病院に改称、新病棟完成[3]。
- 2018年（平成30年）4月 - 一般病床のうち12床を地域包括ケア病床に転換、その後2021年までに30床に拡大[2]。

## 医療機関指定
出典
| 保険医療機関                 | 健康保険法                             |
| 国民健康保険法               | 高齢者の医療の確保に関する法律         |
| 戦傷病者特別援護法           | 原子爆弾被害者に対する援護に関する法律 |
| 感染症法（結核関係）         | 生活保護法                             |
| 母子保健法                   | 特定疾患治療研究事業                   |
| 小児慢性特定疾患治療研究事業 | 難病の患者に対する医療等に関する法律   |
| 肝炎治療特別促進事業         | 児童福祉法及び知的障碍者福祉法の措置等 |
| 身体障害者福祉法             | 労働災害補填保険法                     |
| 公害医療機関                 |                                        |